# ŽNL Šibensko-kninska 2013./14.
Prvenstvo se igralo trokružno. Ligu su osvojile NK Vodice, ali se nisu uspjeli kvalificirati za 3. HNL – Jug.

## Sudionici
- Dinara – Knin
- DOŠK –  Drniš
- Janjevo – Kistanje
- Mihovil – Šibenik
- Mladost – Tribunj
- Rudar – Siverić, Drniš
- SOŠK – Skradin
- Vodice – Vodice

## Ljestvica
| Poz. | Momčad           | U  | P  | N | I  | G+ | G– | G+/– | Bod. | Nastavak natjecanja ili ispadanje |
| ---- | ---------------- | -- | -- | - | -- | -- | -- | ---- | ---- | --------------------------------- |
| 1.   | Vodice (P)       | 19 | 16 | 1 | 2  | 65 | 11 | +54  | 49   | Kvalifikacije za 3. HNL – Jug     |
| 2.   | Dinara           | 19 | 14 | 4 | 1  | 59 | 12 | +47  | 46   |                                   |
| 3.   | DOŠK Drniš       | 19 | 11 | 5 | 3  | 40 | 19 | +21  | 38   |                                   |
| 4.   | Janjevo Kistanje | 19 | 6  | 2 | 11 | 23 | 51 | −28  | 20   |                                   |
| 5.   | Rudar            | 19 | 5  | 4 | 10 | 25 | 37 | −12  | 19   |                                   |
| 6.   | Mihovil          | 19 | 5  | 0 | 14 | 19 | 55 | −36  | 15   |                                   |
| 7.   | SOŠK Skradin     | 14 | 3  | 2 | 9  | 12 | 32 | −20  | 11   | Odustali tijekom prvenstva        |
| 8.   | Mladost Tribunj  | 14 | 1  | 2 | 11 | 7  | 33 | −26  | 5    | Odustali tijekom prvenstva        |
| 9.   | Rogoznica        | 0  | 0  | 0 | 0  | 0  | 0  | 0    | 0    | Odustali prije prvenstva          |
| 10.  | Zagora Unešić    | 0  | 0  | 0 | 0  | 0  | 0  | 0    | 0    | Odustali prije prvenstva          |

## Rezultati
| NK Janjevo Kistanje – NK Rudar Siverić 0:3 NK DOŠK Drniš – NK Vodice 0:2 NK Dinara Knin – NK Mladost Tribunj 5:0 ↓3        | NK SOŠK Skradin – NK Mihovil Šibenik 0:3 NK Vodice – NK Dinara Knin 1:2 NK Mladost Tribunj – NK Janjevo Kistanje 4:1                                      | NK Rudar Siverić – NK Mladost Tribunj 5:0 NK DOŠK Drniš – NK SOŠK Skradin 5:0 NK Janjevo Kistanje – NK Vodice 1:3         |
| NK Vodice – NK Rudar Siverić 2:1 NK SOŠK Skradin – NK Dinara Knin 0:7 NK Mihovil Šibenik – NK DOŠK Drniš 0:2               | NK Janjevo Kistanje – NK SOŠK Skradin 2:0 NK Mladost Tribunj – NK Vodice 0:3 NK Dinara Knin – NK Mihovil Šibenik 1:0                                      | NK Mihovil Šibenik – NK Janjevo Kistanje 4:0 NK SOŠK Skradin – NK Rudar Siverić 2:0 NK DOŠK Drniš – NK Dinara Knin 1:1    |
| NK Rudar Siverić – NK Mihovil Šibenik 4:1 NK Mladost Tribunj – NK SOŠK Skradin 1:3 NK Janjevo Kistanje – NK DOŠK Drniš 0:2 | NK DOŠK Drniš – NK Rudar Siverić 4:0 NK Mihovil Šibenik – NK Mladost Tribunj 1:0 NK SOŠK Skradin – NK Vodice 0:1 NK Dinara Knin – NK Janjevo Kistanje 2:0 | NK Mladost Tribunj – NK DOŠK Drniš 0:2 NK Vodice – NK Mihovil Šibenik 5:0 NK Rudar Siverić – NK Dinara Knin 0:7           |
| NK Vodice – NK DOŠK Drniš 6:0 NK Rudar Siverić – NK Janjevo Kistanje 1:1 NK Mladost Tribunj – NK Dinara Knin 1:2           | NK Dinara Knin – NK Vodice 3:0 NK Janjevo Kistanje – NK Mladost Tribunj 2:1 NK Mihovil Šibenik – NK SOŠK Skradin 0:6                                      | NK Vodice – NK Janjevo Kistanje 3:1 NK SOŠK Skradin – NK DOŠK Drniš 1:1 NK Mladost Tribunj – NK Rudar Siverić 0:0         |
| NK Dinara Knin – NK SOŠK Skradin 3:0 NK Rudar Siverić – NK Vodice 1:1 NK DOŠK Drniš – NK Mihovil Šibenik 2:0               | NK Mihovil Šibenik – NK Dinara Knin 2:5 NK Vodice – NK Mladost Tribunj 3:0 NK SOŠK Skradin – NK Janjevo Kistanje 0:3                                      | NK Rudar Siverić – NK SOŠK Skradin 3:0 NK Janjevo Kistanje – NK Mihovil Šibenik 2:1 NK Dinara Knin – NK DOŠK Drniš 2:2    |
| NK SOŠK Skradin – NK Mladost Tribunj 0:0 NK DOŠK Drniš – NK Janjevo Kistanje 2:0 NK Mihovil Šibenik – NK Rudar Siverić 2:1 | NK Mladost Tribunj – NK Mihovil Šibenik 0:3 NK Vodice – NK SOŠK Skradin 3:0 NK Rudar Siverić – NK DOŠK Drniš 1:1 NK Janjevo Kistanje – NK Dinara Knin 1:1 | NK Dinara Knin – NK Rudar Siverić 4:0 NK DOŠK Drniš – NK Mladost Tribunj 3:0 ↓4 NK Mihovil Šibenik – NK Vodice 1:5        |
| NK DOŠK Drniš – NK Rudar Siverić 1:0 NK Vodice – NK Mihovil Šibenik 6:0 NK Dinara Knin – NK Janjevo Kistanje 6:0           | NK Mihovil Šibenik – NK Dinara Knin 1:3 NK Rudar Siverić – NK Vodice 0:4 NK DOŠK Drniš – NK Janjevo Kistanje 3:2 ↓5                                       | NK Vodice – NK DOŠK Drniš 3:0 ↓6 NK Janjevo Kistanje – NK Mihovil Šibenik 3:0 ↓7 NK Dinara Knin – NK Rudar Siverić 3:0 ↓8 |
| NK DOŠK Drniš – NK Dinara Knin 1:1 ↓9 NK Vodice – NK Janjevo Kistanje 12:0 NK Rudar Siverić – NK Mihovil Šibenik 2:0       | NK Dinara Knin – NK Vodice 1:2 ↓10 NK Janjevo Kistanje – NK Rudar Siverić 4:3 NK Mihovil Šibenik – NK DOŠK Drniš 0:8                                      | |

## Strijelci
Josip Juričev (NK Vodice) – 19 golova

## Kvalifikacije za 3. HNL – Jug
U kvalifikacijama za 3. HNL – Jug sudjelovali su:
- Polača iz 1. ŽNL Zadarske
- Vodice iz ŽNL Šibensko-kninske
- Mladost Donji Proložac iz 1. ŽNL Splitsko-dalmatinske
- Jadran Luka Ploče iz 1. ŽNL Dubrovačko-neretvanske

### Polufinale
- Odigrano 3. lipnja i 7. lipnja 2014.

| Momčad                 | Ukupno | Momčad | 1. ut | 2. ut |
| ---------------------- | ------ | ------ | ----- | ----- |
| Mladost Donji Proložac | 4:0    | Polača | 3:0   | 1:0   |

| Momčad | Ukupno | Momčad            | 1. ut | 2. ut |
| ------ | ------ | ----------------- | ----- | ----- |
| Vodice | 1:4    | Jadran Luka Ploče | 1:0   | 0:4   |

### Finale
- Odigrano 10. lipnja i 14. lipnja 2014.

| Momčad                 | Ukupno | Momčad            | 1. ut | 2. ut |
| ---------------------- | ------ | ----------------- | ----- | ----- |
| Mladost Donji Proložac | 2:5    | Jadran Luka Ploče | 1:3   | 1:2   |

- Jadran Luka Ploče kvalificirao se za 3. HNL – Jug